# Bandera de Brasil
La bandera de Brasil está formada por un rectángulo verde de proporción 7:10. Sobre este rectángulo, aparece un rombo amarillo, y dentro de este, un círculo azul con una banda blanca que contiene el lema "ORDEM E PROGRESSO" («Orden y Progreso» en portugués) en color verde, así como 27 estrellas de color blanco.

Bandera de proa
Estandarte Presidencial

## Banderas históricas

### Banderas de las Casas Reales de Portugal
Durante la dominación colonial del Brasil por parte de Portugal, se utilizaron diversas banderas basadas en los emblemas de la monarquía lusitana. Las primeras banderas usadas por los navegantes y exploradores incluían la Cruz de la Orden de Cristo junto al Escudo Real.

Bandera de la Orden de Cristo (1332 a 1651)
Bandera utilizada por navegantes, de la Casa Real (1500 a 1521)
Bandera de Juan III (1521 a 1616)
Bandera de Portugal bajo la Casa de Austria (1616 a 1640)
Bandera de Juan IV (1640 a 1683)
Bandera de Pedro II (1683 a 1706)
Bandera de Juan V (1707 a 1750)
Bandera de la Casa Real (1600 a 1700)

### Banderas propias del Brasil colonial
En 1645 fue creada la primera bandera propiamente brasileña, al fundarse el Principado del Brasil, título reservado a los primogénitos varones herederos de la Corona portuguesa, hasta 1743, año en que se incluyó también a las princesas sucesores al trono.
Los príncipes del Brasil eran representados en América por un Gobernador-general hasta 1714, para ser éstos definitivamente suplantados por virreyes del Brasil, conformando desde ese año el Principado-Virreinato del Brasil hasta 1808.
La bandera brasileña constaba entonces de una esfera armilar dorada sobre un campo blanco, siendo utilizada hasta la fundación nominal del Reino de Brasil, desde el último año antes citado hasta 1815, cuya bandera pasaría a conformarse de la esfera armilar centrada sobre un campo azul, debido al traslado de la Corte portuguesa a Río de Janeiro luego de huir de las fuerzas napoleónicas, y que pasaría a formar parte del Reino Unido de Portugal, Brasil y Algarve, luego del formal reconocimiento de las potencias europeas en 1816.

Principado del Brasil (1645-1816)
Bandera del Reino de Brasil (1808-1815, no reconocido aún internacionalmente)
Bandera del Reino Unido de Portugal, Brasil y Algarve (1816-1822)
Bandera del régimen constitucional (1821-18 de septiembre de 1822)

### Independencia
El 7 de septiembre de 1822, el Reino de Brasil se declaró independiente de Portugal y asumió el título oficial de Imperio del Brasil, que ostentó hasta el 15 de noviembre de 1889. La base del actual pabellón patrio, constaba de un campo verde que representaba la casa de Braganza del emperador Pedro I, con un rombo amarillo que identificaba a los Habsburgo, familia de la emperatriz María Leopoldina. Sobre este se ubicaba el Escudo Imperial.

Bandera del Reino de Brasil, del 18 de septiembre al 1 de diciembre de 1822
Primera bandera del Imperio del Brasil, del 1 de diciembre de 1822 a 1853 (con 19 estrellas)
Segunda bandera del Imperio del Brasil, desde 1853 al 15 de noviembre de 1889 (con 20 estrellas)

### República
La bandera actual está basada en la antigua bandera del Imperio de Brasil creada por Jean-Baptiste Debret en 1820. Los cambios fueron ideados por un grupo de miembros de la Iglesia Positivista, compuesto por Raimundo Teixeira Mendes, Miguel Lemos y Manuel Pereira Reis. El diseño del disco azul fue ejecutado por el pintor Décio Villares. La bandera fue adoptada oficialmente por el Decreto 4, el 19 de noviembre de 1889 redactado por Benjamin Constant Botelho de Magalhães, miembro del Gobierno Provisional. Ese día fue izada por primera vez en una plaza del barrio carioca de Praça da Bandeira.
Desde la proclamación de la República el 15 de noviembre al 19 del mismo mes, se usó otra bandera que imitaba a la de los Estados Unidos de América. Las banderas actuales de algunos de los estados de Brasil, como Goiás, Piauí o Sergipe, se inspiran en este diseño.
El diseño actual, que incluye un total de 27 estrellas, fue aprobado oficialmente a través del Decreto n.º 8.241 promulgado el 12 de mayo de 1992.

Primera bandera de la República de los Estados Unidos del Brasil (15 de noviembre al 19 de noviembre de 1889).
Segunda bandera de la República de los Estados Unidos del Brasil (19 de noviembre de 1889 al 1 de junio de 1960).
Tercera bandera de la República de los Estados Unidos del Brasil (1 de junio de 1960 al 28 de mayo de 1968).
Primera bandera de la República Federativa del Brasil (28 de mayo de 1968 al 11 de mayo de 1992).

## Simbología

Segunda bandera de la República Federativa del Brasil (11 de mayo de 1992 al presente).

La bandera actual de Brasil se origina de la bandera del Imperio de Brasil diseñada en 1822, cuyos símbolos representaban a las familias reales de Braganza y Habsburgo, a las que pertenecía la primera casa imperial.
El disco azul de la bandera actual representa el cielo de Río de Janeiro la mañana del 15 de noviembre de 1889 (fecha de la proclamación de la República de Brasil). Se muestra como visto desde fuera de la esfera celeste. Cada una de las veintisiete estrellas representa uno de los distintos estados y el Distrito Federal. El número de estrellas ha ido variando a lo largo de la historia a medida que se creaban nuevos estados, desde los veintiún originales.
La estrella que representa el Distrito Federal es Sigma Octantis, cuya posición la hace visible en todo el país a lo largo de todo el año; además, debido a su ubicación, el resto de las estrellas representadas en la bandera parecen rotar alrededor de ella. La estrella del estado de Pará aparece por encima de las demás porque en el momento de la independencia era la provincia con la capital, Belém, más al norte de todas, cerca de la línea del ecuador terrestre (los estados de Roraima y Amapá, que en la actualidad se hallan más al norte, fueron creados durante el período republicano).
La estrella solitaria en la parte superior de la esfera es Espiga (Alpha de Virgo) y tiene un doble significado en la bandera: el primero es mostrar que Brasil ocupa territorios en los dos hemisferios (norte y sur); el segundo, hacer una referencia a la agricultura, pues a la diosa griega Demeter (Ceres para los romanos) se la representaba llevando en la mano un cereal (Spica, en latín). También Espiga fue relacionada con el descubrimiento de la precesión de los equinoccios por el gran astrónomo de la antigüedad Hiparco de Nicea (190-120 a. C.), uno de los mayores hallazgos de la astronomía en la antigüedad.
El Crucero (Cruz del Sur) es un recuerdo del primer nombre de Brasil dado por los portugueses: Tierra de Santa Cruz. Ocupa el centro de la esfera, pues en el día de la proclamación de la república, esta constelación pasaba sobre el meridiano de la ciudad de Río de Janeiro (el meridiano del lugar o línea meridiana es la línea imaginaria que pasa a la vez por ambos polos y el cenit).
Por debajo del Crucero del Sur, a la izquierda, se puede ver la estrella Canopus de la constelación de Carinae. Canopus hace recordar la leyenda de los argonautas, y fue puesta para simbolizar los viajes de los exploradores portugueses durante el período de las grandes navegaciones.
El lema "Ordem e Progresso" ("orden y progreso") está inspirado en el lema del positivismo de Auguste Comte: «L'amour pour principe et l'ordre pour base; le progrès pour but» (‘El amor por principio, el orden por base, el progreso por fin’, en francés).

### Las estrellas

Las estrellas de la bandera de Brasil

La esfera celeste de la bandera no aparece como se la observa desde la Tierra, sino como si se estuviese viéndola desde afuera. La estrella Espiga está ubicada en realidad un poco más al sur del ecuador terrestre, pero en la bandera aparece al norte marcando, como se comentó, el hecho de que Brasil se halla en ambos hemisferios. Curiosamente, la estrella Procyon, que efectivamente se encuentra en el hemisferio norte, en la bandera aparece en el del sur. En la representación se han dejado de lado los punteros de la Cruz del Sur, Alfa y Beta del Centauro, que son las dos estrellas más brillantes de la zona, pero si figuran las constelaciones del triángulo Austral, parte de Hydra y Escorpio, aunque este último no del todo bien representado en su forma.
Las constelaciones y estrellas representadas en la bandera son:
1. Procyon (α Canis Minoris),
2. Canis Maior, cuya estrella más grande es Sirio,
3. Canopus (α Carinae),
4. Espiga (α Virginis)
5. Hydra
6. Crux
7. Sigma Octantis (σ Octantis; Estrella del Polo Sur)
8. Triangulum Australe
9. Scorpius, cuya estrella más grande es Antares

Las estrellas que representan a los estados de Brasil y el Distrito Federal son:
| Estado               | Estrella                       | Constelación                    | Tamaño |
| -------------------- | ------------------------------ | ------------------------------- | ------ |
| Amazonas             | Alpha Canis Minoris (Procyon)  | Canis Minor (Can Menor)         | 1      |
| Mato Grosso          | Alpha Canis Majoris (Sirius)   | Canis Major (Can Mayor)         | 1      |
| Amapá                | Beta Canis Majoris (Mirzam)    | Canis Major (Can Mayor)         | 3      |
| Rondônia             | Gamma Canis Majoris (Muliphen) | Canis Major (Can Mayor)         |        |
| Roraima              | Delta Canis Majoris (Wezen)    | Canis Major (Can Mayor)         | 2      |
| Tocantins            | Epsilon Canis Majoris (Adhara) | Canis Major (Can Mayor)         | 2      |
| Pará                 | Alpha Virginis (Espiga)        | Virgo                           | 1      |
| Piauí                | Alpha Scorpii (Antares)        | Scorpius (Escorpio)             | 1      |
| Maranhão             | Beta Scorpii (Graffias)        | Scorpius (Escorpio)             | 3      |
| Ceará                | Epsilon Scorpii                | Scorpius (Escorpio)             | 2      |
| Alagoas              | Theta Scorpii (Sargas)         | Scorpius (Escorpio)             | 2      |
| Sergipe              | Iota Scorpii                   | Scorpius (Escorpio)             | 3      |
| Paraíba              | Kappa Scorpii                  | Scorpius (Escorpio)             | 3      |
| Río Grande del Norte | Lambda Scorpii (Shaula)        | Scorpius (Escorpio)             | 2      |
| Pernambuco           | Mu Scorpii                     | Scorpius (Escorpio)             | 3      |
| Mato Grosso del Sur  | Alpha Hydrae (Alphard)         | Hydra (Hidra Macho)             | 2      |
| Acre                 | Gamma Hydrae                   | Hydra (Hidra Macho)             | 3      |
| São Paulo            | Alpha Crucis (Acrux)           | Crux (Cruz del Sur)             | 1      |
| Río de Janeiro       | Beta Crucis (Becrux)           | Crux (Cruz del Sur)             | 2      |
| Bahia                | Gamma Crucis (Gacrux)          | Crux (Cruz del Sur)             | 2      |
| Minas Gerais         | Delta Crucis                   | Crux (Cruz del Sur)             | 3      |
| Espírito Santo       | Epsilon Crucis                 | Crux (Cruz del Sur)             | 4      |
| Río Grande del Sur   | Alpha Trianguli Australe       | Triangulum Australe (Triángulo) | 2      |
| Santa Catarina       | Beta Trianguli Australe        | Triangulum Australe (Triángulo) | 3      |
| Paraná               | Gamma Trianguli Australe       | Triangulum Australe (Triángulo) | 3      |
| Goiás                | Alpha Carinae (Canopus)        | Carina (Quilla)                 |        |
| Distrito Federal     | Sigma Octantis                 | Octans                          | 5      |

## Banderas estatales
Esta galería de banderas de los Estados de Brasil muestra las banderas de los 26 estados de Brasil y el Distrito Federal.
- Bandera de Acre
- Bandera de Alagoas
- Bandera de Amapá
- Bandera de Amazonas
- Bandera de Bahía
- Bandera de Ceará
- Bandera de Espírito Santo
- Bandera de Goiás
- Bandera de Maranhão
- Bandera de Mato Grosso
- Bandera de Mato Grosso del Sur
- Bandera de Minas Gerais
- Bandera de Pará
- Bandera de Paraíba
- Bandera de Paraná
- Bandera de Pernambuco
- Bandera de Piauí
- Bandera de Río de Janeiro
- Bandera de Río Grande del Norte
- Bandera de Río Grande del Sur
- Bandera de Rondonia
- Bandera de Roraima
- Bandera de Santa Catarina
- Bandera de São Paulo
- Bandera de Sergipe
- Bandera de Tocantins
- Bandera del Distrito Federal

- Datos: Q82194
- Multimedia: National flag of Brazil / Q82194

## Otras banderas

Estandarte Presidencial de los Estados Unidos del Brasil (1907-1947)
Estandarte Presidencial de los Estados Unidos del Brasil (1947-1968)
Estandarte Presidencial de la República Federativa del Brasil (1968-1971)
Estandarte Presidencial de la República Federativa del Brasil (1971-1992)
Estandarte Presidencial de la República Federativa del Brasil (1992-Presente)